# لا توري (آبلة)
بلدية لا توري (بالإسبانية: La Torre) هي بلدية تقع في مقاطعة آبلة التابعة لمنطقة قشتالة وليون وسط إسبانيا.

## الديموغرافيا
بلغ عدد سكان بلدية لا توري 264 نسمة عام 2011 (وفقاً للمعهد الوطني للإحصاء الإسباني).
| 467 | 439 | 397 | 351 | 319 | 287 | 264 |